# Principessa Jolanda (1907)
El Principessa Jolanda (Yolanda en italiano) fue un transatlántico perteneciente a la compañía naviera italiana Navigazione Generale Italiana, resultó hundido en 1907 al momento de su botadura por errores técnicos.

## Historia
Fue construido en los astilleros Cantiere Navale di Riva Trigoso, Génova, entre 1906 y 1907. 
Al momento de su botadura estaba casi totalmente equipado, sus lujosos comedores y salones eran estilo Luis XVI, se lo había dotado con todos sus enseres, máquinas, instalaciones eléctricas, telegrafía Marconi e instalaciones de navegación. La intención de la compañía era su puesta rápida en servicio. 
Poseía una proa vertical y una superestructura elevada, tenía dos largas chimeneas y fue bautizado en honor a la primera hija del rey Víctor Manuel III, Princesa Yolanda de Saboya. 
Estaba proyectado para realizar la ruta transatlántica con Sudamérica, transportando a Argentina, principalmente, inmigrantes italianos.

### Botadura y hundimiento
Coordenadas:44°15'27.2"N 9°24'58.0"E
El 22 de septiembre de 1907, al mediodía, comenzó la ceremonia de botadura del lujoso transatlántico para el tradicional bautismo naval. Se había reunido gran concurrencia y numerosas embarcaciones repletas de espectadores a su alrededor. A las 12:27 el buque recibió su bautismo de botadura y comenzó a desplazarse en las gradas en dirección al mar. En el momento en que la embarcación se desplazaba en el agua y comenzaba a flotar, dio un par de bandazos, pero no se adrizó y se escoró de inmediato a babor en forma gradual y comenzó a inundarse por las portillas abiertas de las cubiertas inferiores. La desesperación cundió y se intentó adrizar arrojando en contención el ancla de estribor; pero la escora continuó. Se ordenó a los remolcadores intentar llevarlo a aguas someras en un intento de embarrancarlo antes de que se recostase en el agua, pero fue inútil y en el plazo de algunas horas se hundió casi totalmente en los bajos del puerto de Génova.
Investigaciones posteriores indicaron que no habían cometido errores de diseño y se incurrió en errores de criterio técnico al permitir que la embarcación fuera botada sin lastrar, las chimeneas instaladas elevaron el centro de gravedad, y al dar los primeros bandazos los objetos sueltos en su interior se desplazaron provocando la inestabilidad en el momento de flotar. Fue desguazado en el lugar del hundimiento.
Su nave hermana ya estaba avanzada en el mismo astillero y un año y un mes después, en octubre de 1908, se realizó en el mismo astillero la botadura del SS Principessa Mafalda; pero se lastró y no se le montaron las chimeneas ni los mástiles para evitar la repetición de lo sucedido con su nave hermana.

Galería de imágenes del hundimiento del Principessa Jolanda
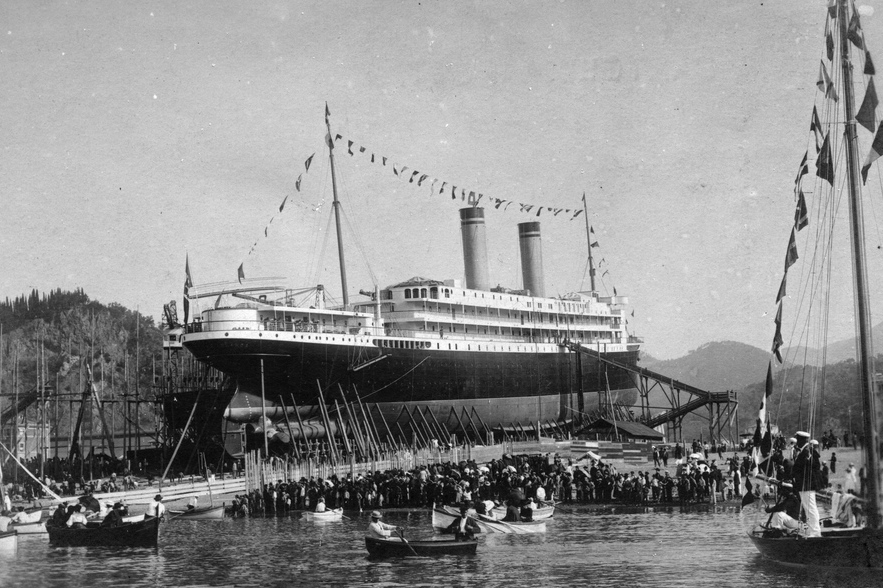
En grada antes de su botadura
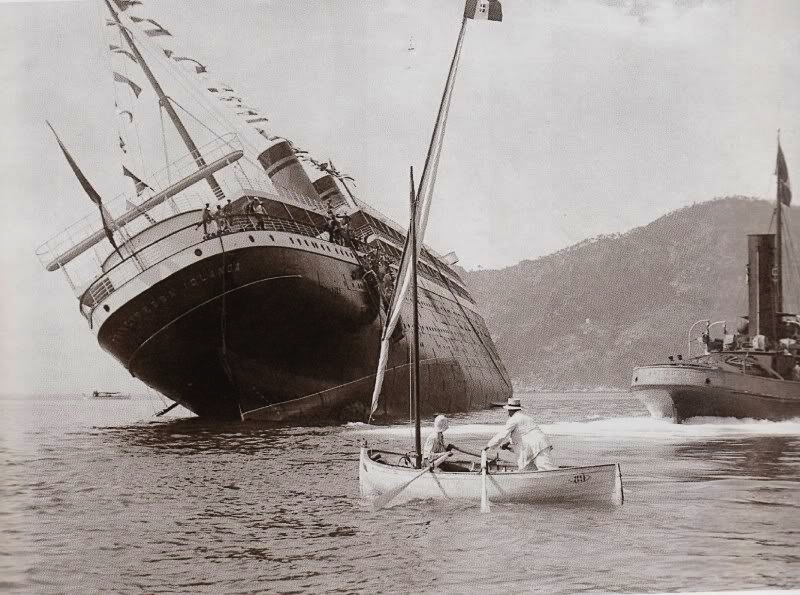
Escoramiento del Principessa Jolanda
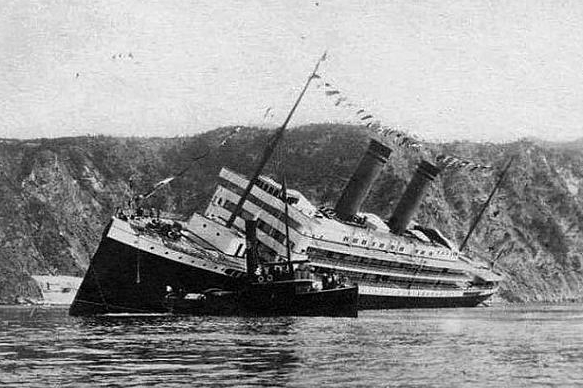
Vista de babor
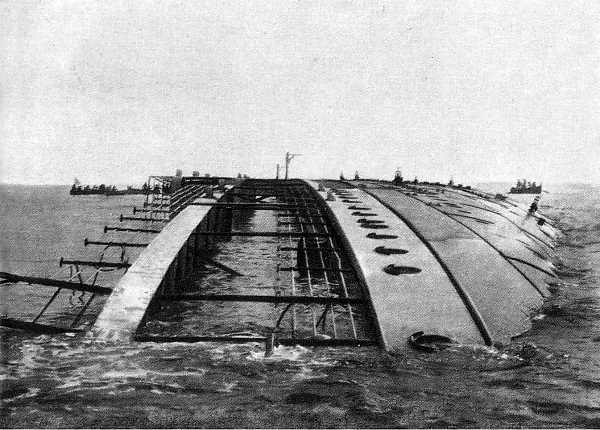
Restos parcialmente asomados en superficie